# Pedro Ginés de Casanova
Pedro Ginés de Casanova (Valencia, 1555-Segorbe, 27 de marzo de 1635) fue un religioso católico, jurista, teólogo y catedrático universitario español.

## Biografía
Nacido en Valencia, hijo de Juan de Cabrería, de origen navarro, y Cristófora Marcela Adán, fue bautizado en la iglesia de San Juan del Mercado. Se graduó en gramática y filosofía en la Universidad de Valencia, marchó después a la de Lérida donde estudio leyes civiles y canónicas para, al terminar, viajar a Roma y París y concluir su formación en la Universidad de Lovaina, donde se doctoró en ambos derechos en 1577.
De regreso en España fue nombrado provisor del obispado de Albarracín. De allí marchó a su ciudad natal en cuya universidad alcanzó la cátedra de teología. Obtuvo una pavordía en la iglesia metropolitana y poco después fue nombrado vicario general del arzobispado de Valencia, cuyo titular era Juan de Ribera. En octubre de 1609 fue propuesto por Felipe III para ocupar el solio obispal de Segorbe, del que tomó posesión y fue consagrado en abril de 1610.
Permaneció en Segorbe durante veinticinco años, hasta su fallecimiento el 27 de marzo de 1635 y durante su mandato se le consideró un hombre afable, «liberal con los pobres» y poco ambicioso al haber renunciado a la mitra en la Diócesis de Lérida. Fue enterrado en el entonces Convento de Agustinas de San Martín, que él había mandado construir y decorar.